# لیگ دسته اول فوتبال ارمنستان ۱۴-۲۰۱۳
فصل ۱۴–۲۰۱۳ لیگ دسته اول فوتبال ارمنستان فصل در ۲۱ ژوئیه ۲۰۱۳ آغاز شد و در ۱۵ ژوئن ۲۰۱۴ به پایان رسید.

## جدول لیگ
| رتبه | تیم                           | بازی | برد | مساوی | باخت | گل زده | گل خورده | گل تفاضل | امتیاز |
| ---- | ----------------------------- | ---- | --- | ----- | ---- | ------ | -------- | -------- | ------ |
| ۱    | باشگاه فوتبال بانانتس (C)     | ۳۲   | ۱۹  | ۸     | ۵    | ۶۸     | ۳۷       | ۳۱+      | ۶۵     |
| ۲    | باشگاه فوتبال آلاشکرت         | ۳۲   | ۱۷  | ۷     | ۸    | ۶۳     | ۳۸       | ۲۵+      | ۵۸     |
| ۳    | باشگاه فوتبال آرارات ایروان   | ۳۲   | ۱۷  | ۶     | ۹    | ۷۲     | ۴۷       | ۲۵+      | ۵۷     |
| ۴    | باشگاه فوتبال پیونیک          | ۳۲   | ۱۵  | ۶     | ۱۱   | ۵۸     | ۴۵       | ۱۳+      | ۵۱     |
| ۵    | باشگاه فوتبال گاندزاسار کاپان | ۳۲   | ۱۳  | ۷     | ۱۲   | ۵۷     | ۵۱       | ۶+       | ۴۶     |
| ۶    | باشگاه فوتبال شنگاویت         | ۳۲   | ۹   | ۹     | ۱۴   | ۴۷     | ۵۹       | ۱۲−      | ۳۶     |
| ۷    | باشگاه فوتبال میکا            | ۳۲   | ۹   | ۵     | ۱۸   | ۳۵     | ۶۳       | ۲۸−      | ۳۲     |
| ۸    | باشگاه فوتبال آراگاتس         | ۳۲   | ۸   | ۷     | ۱۷   | ۴۳     | ۷۵       | ۳۲−      | ۳۱     |
| ۹    | باشگاه فوتبال بانانتس         | ۳۲   | ۸   | ۳     | ۲۱   | ۶۳     | ۹۱       | ۲۸−      | ۲۷     |